# 3. ŽNL Virovitičko-podravska
3. ŽNL Virovitičko-podravska bila je liga osmog stupnja nogometnih natjecanja u Hrvatskoj te treća i najniža na području Virovitičko-podravske županije do sezone 2022./23.

## Raspad lige
Nakon sezone 2022./23. reformiran je ligaški sustav Virovitičko-podravske županije po navedenom redoslijedu: Premijer ŽNL, 1. ŽNL i 2. ŽNL Istok/Zapad.

## Povijest
3. ŽNL Virovitičko-podravska bila je 8. stupanj nogometnih natjecanja u Hrvatskoj prije reforme ligaškog sustava u sezoni 2022./23. Sastojala se od dvije skupine: Slatina-Orahovica i Virovitica-Pitomača, s po 8 nogometnih klubova u svakoj skupini. Pobjednici skupina ulazili su u viši rang, 2. ŽNL Virovitičko-podravsku, dok niti jedan klub nije ispadao iz lige jer nije postojao niži stupanj natjecanja. 3. ŽNL u ovom formatu postojala je od sezone 2008./09., dok su ranije postojale dvije skupine (Istok i Zapad).